# Badische Gewerbezeitung
Die Badische Gewerbezeitung, Untertitel Organ der Handelskammer / Großherzogliches Landesgewerbeamt, im Nebentitel auch Badische Gewerbezeitung für Haus und Familie, war eine im Zeitraum von 1867 bis 1909 erschienene Zeitschrift, die als Organ der Handelskammer und des Landesgewerbeamtes des Großherzogtums Baden in Karlsruhe herausgegeben wurde. Lediglich im Jahr 1870 erschien das Blatt nicht.
Die Zeitschriftendatenbank ordnet das im Zuge der Industrialisierung herausgegebene Periodikum den Sachgruppen Handel, Kommunikation, Verkehr, Nachrichtenmedien, Journalismus und Verlagswesen zu. Zeitweilig lag der Zeitschrift die Beilage Der Häusliche Fortschritt bei.
Das Medium ging später in der Badischen Gewerbe- und Handwerkerzeitung auf, die von 1900 bis 1920 erschien.